# 卡特特的羅薩里奧
10°41′45″S 37°01′51″W / 10.69583°S 37.03083°W
卡特特的羅薩里奧（葡萄牙語：Rosário do Catete），是巴西的城鎮，位於該國東北部，由塞爾希培州負責管轄，始建於1836年，面積105平方公里，海拔高度22米，2010年人口9,222，人口密度每平方公里87人。